# Nút mạng
Nút là một thiết bị điểm được ghép nối lại, cùng với nhiều thiết bị khác, tạo nên một mạng lưới truyền thông. Mỗi một nút phải có một địa chỉ MAC (MAC address) riêng, hoặc một địa chỉ khống chế liên kết dữ liệu (Data Link Control address) nếu thiết bị ấy đạt tiêu chuẩn tối thiểu của mô hình OSI tầng 2. Các nút có thể là các máy tính, các máy Thiết bị kỹ thuật số hỗ trợ cá nhân (personal digital assistants), các điện thoại di động (cell phones), hoặc những thiết bị mạng truyền thông khác, như các bộ định tuyến (routers), các thiết bị chuyển mạch (switches), và các máy chủ truy cập (hubs). Những nút chịu trách nhiệm định tuyến truyền tải dữ liệu cho các thiết bị mạng truyền thông khác, cùng với cho chính bản thân mình, thì gọi là những nút siêu (supernodes).